# Van de Bilt (bedrijf)
Van de Bilt zaden en vlas is een familiebedrijf dat is gevestigd te Sluiskil en dat zich voornamelijk toelegt op de teelt en verwerking van vlas.
Het bedrijf werd opgericht in 1897 door Albert van de Bilt. Dit was van huis uit een handelaar in zaaizaden die werden geïmporteerd vanuit de Baltische staten. Na enige tijd ging men deze zaden vermeerderen in Zeeuws-Vlaanderen en op de Zeeuwse en Zuid-Hollandse Eilanden. In de wintermaanden werd ook vlas verwerkt, waarbij zwingelen en hekelen centraal stonden.
In de jaren tachtig van de 20e eeuw werd een nieuwe zwingelfabriek te Sluiskil gebouwd. Een van de doorgevoerde vernieuwingen was een oogstmachine waarin ook het repelen plaatsvond, zodat het gerepelde vlas op het veld kon worden geroot (dauwroten). In 2001 kreeg het bedrijf het predicaat Hofleverancier.

## Producten
De producten van het bedrijf zijn: zaailijnzaad, vlasvezel, hekelband en diverse bijproducten van de vlasverwerking.